# Rhinolophus beddomei
Rhinolophus beddomei är en fladdermusart som ingår i släktet Rhinolophus och familjen hästskonäsor.

## Unserarter
Catalogue of Life listar två underarter:
- Rhinolophus beddomei beddomei K. Andersen, 1905
- Rhinolophus beddomei sobrinus K. Andersen, 1918

## Beskrivning
Som alla hästskonäsor har arten flera hudflikar kring näsan. Flikarna brukas för att rikta de överljudstoner som används för ekolokalisation. Till skillnad från andra fladdermöss som använder sig av överljudsnavigering produceras nämligen tonerna hos hästskonäsorna genom näsan, och inte som annars via munnen. Hos denna art är hudflikarna mörkbruna. Pälsen är lång, ullig och gråbrun. Kroppslängden är drygt 6 cm, svanslängden 3 till 4 cm och vikten omkring 16 g.

## Utbredning
Utbredningsområdet omfattar Indien (delstaterna Andhra Pradesh, Karnataka, Kerala och Maharashtra) samt Sri Lanka och, sedan 2008, också Thailand.

## Ekologi
Arten förekommer främst i tropiska, tätvuxna skogar från havsytans nivå upp till 800 m. Individerna söker daglega antingen ensamma eller i par i grottor, övergivna byggnader, ihåliga träd eller tunnlar. Arten flyger nära marken där den fångar insekter, speciellt skalbaggar och termiter.

## Bevarandestatus
IUCN kategoriserar arten globalt som livskraftig ("LC"). Skogsavverkning utgör dock ett visst hot för arten; tidigare (2004) klassificerades den som nära hotad ("NT").